# Daniel Varenne
Pour les articles homonymes, voir Varenne.
 (novembre 2018).
Daniel Varenne (né en 1937) est un écrivain et scénariste français de bande dessinée.

## Biographie
Il publie en 1964 Les Rêveries de Vardes aux éditions Juillard.
En 1979, il crée avec son frère Alex Varenne la série dystopique Ardeur (six volumes parus entre 1980 et 1987).
En 1985, il écrit le scénario de Hautes Ténèbres illustré par Gérard Crépel, et de L'Affaire Landscape illustré par Alex Varenne.
Il collabore à nouveau avec son frère pour Angoisse et Colère en 1988 et Un tueur passe en 1989.
En 1994, il publie Accident.

## Prix
- 1984 :  Prix Saint-Michel du meilleur dessinateur étranger pour Ida Mauz (Ardeur, t. 5), avec Alex Varenne[réf. nécessaire]